# Bir Ali Ben Khélifa
Bir Ali Ben Khélifa (àrab: بئر علي بن خليفة, Biʾr ʿAlī ibn Ḫalīfa) és una ciutat de Tunísia situada uns 40 km a l'oest de la ciutat de Sfax, a la governació homònima. És capçalera d'una delegació amb 55.710 habitants, segons el cens del 2004, dels quals uns 15.000 viuen a la ciutat i la resta en diversos pobles més petits.

## Economia
Està en una zona agrícola amb gran nombre d'oliveres. La major part de la població viu de l'agricultura, però alguns tenen feina a Sfax. La delegació no disposa d'indústries.

## Administració
És el centre de la delegació o mutamadiyya homònima, amb codi geogràfic 34 63 (ISO 3166-2:TN-12), dividida en dotze sectors o imades:
- Bir Ali Ben Khelifa (34 63 51)
- Sidi Dhaher (34 63 52)
- Sidi Ali Belabed (34 63 53)
- Bou Slim (34 63 54)
- El Abraj (34 63 55)
- Sdiret Sud (34 63 56)
- Sdiret Nord (34 63 57)
- El Gandoul (34 63 58)
- Oued Ech-Cheikh (34 63 59)
- Ouadrane Sud (34 63 60)
- Ouadrane Nord (34 63 61)
- En-Nadhour (34 63 62)

Al mateix temps, forma una municipalitat o baladiyya (codi geogràfic 34 23).